# Georg Martz (Mediziner)
Georg Martz (* 9. Februar 1923 in Langenbruck; † 16. Oktober 2007 in Zürich) war ein Schweizer Mediziner.
Martz studierte Medizin und wurde 1949 an der Universität Bern promoviert. Er führte 1960 die Medizinische Onkologie in der Schweiz ein. 1969 wurde er an der Universität Zürich habilitiert und 1974 zum Extraordinarius ernannt. Er leitete bis 1988 die Abteilung für Medizinische Onkologie des Universitätsspitals Zürich. Er war Mitbegründer der Stiftung für Angewandte Krebsforschung und der Schweizerischen Arbeitsgemeinschaft für Klinische Krebsforschung.